# Kościernica (gromada w powiecie koszalińskim)
Kościernica – dawna gromada, czyli najmniejsza jednostka podziału terytorialnego Polskiej Rzeczypospolitej Ludowej w latach 1954–1972.
Gromady, z gromadzkimi radami narodowymi (GRN) jako organami władzy najniższego stopnia na wsi, funkcjonowały od reformy reorganizującej administrację wiejską przeprowadzonej jesienią 1954 do momentu ich zniesienia z dniem 1 stycznia 1973, tym samym wypierając organizację gminną w latach 1954–1972.
Gromadę Kościernica z siedzibą GRN w Kościernicy utworzono 31 grudnia 1959 w powiecie koszalińskim w woj. koszalińskim z obszarów zniesionych gromad Szczeglino (bez wsi Węgorzewo Koszalińskie) i Garbno w tymże powiecie.
W 1965 roku gromadą zarządzało 18 członków gromadzkiej rady narodowej.
Gromada przetrwała do końca 1972 roku, czyli do kolejnej reformy gminnej.
Uwaga: Nie mylić z pobliską gromadą Kościernica w powiecie białogardzkim.